# Cangandala

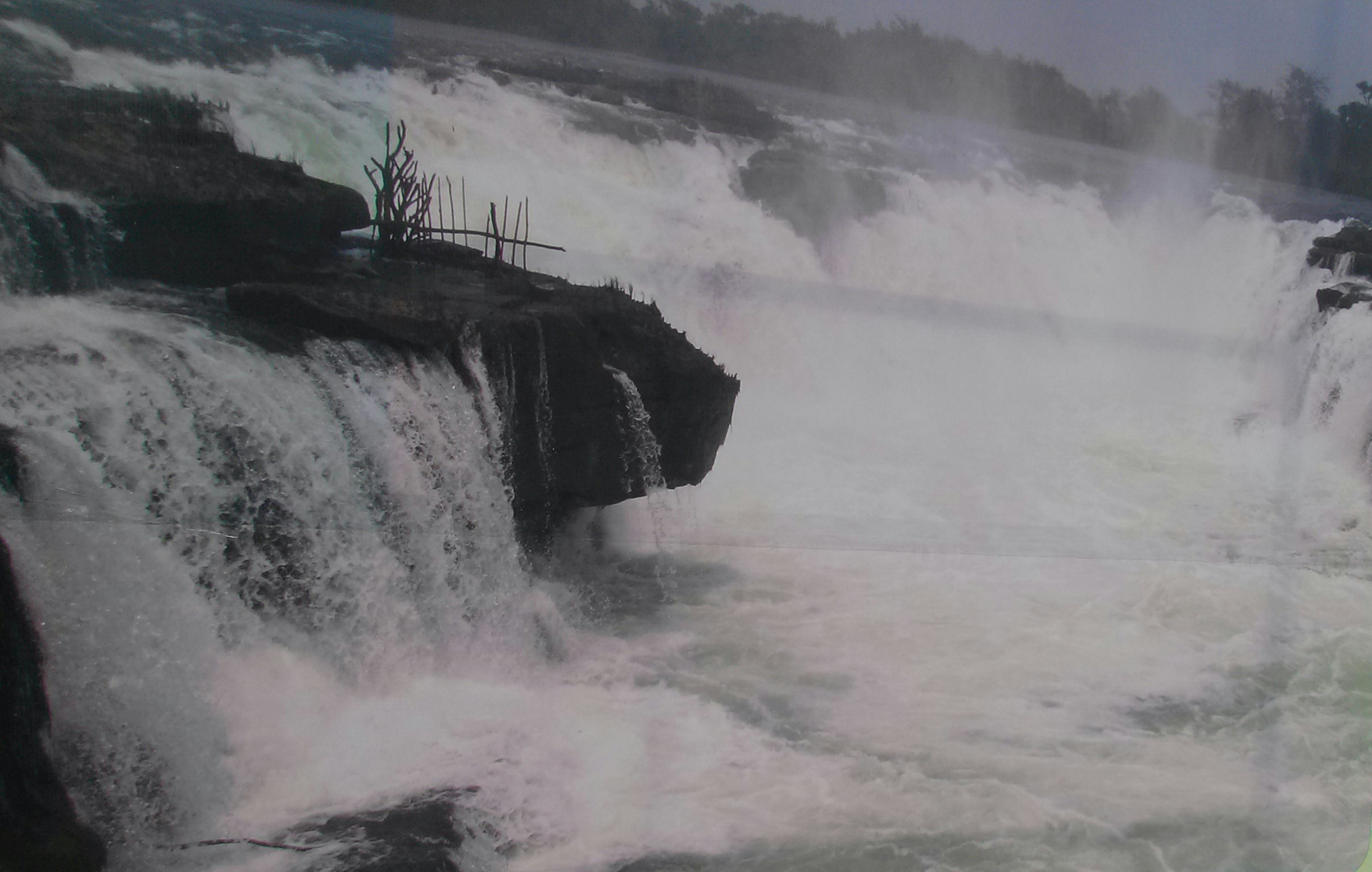
Ràpids de Cangandala.

Cangandala és un municipi de la província de Malanje. Té una extensió de 6.961 km² i 43.855 habitants. Comprèn les comunes de Cangandala, Caribo, Kulamagia i Mbembo. Limita al nord amb els municipis de Mucari i Malanje, a l'est amb el de Cambundi Catembo, al Sud amb el de Luquembo, i a l'oest amb el de Mussende. Al seu territori hi ha el Parc Nacional de Cangandala, refugi de l'antílop sabre gegant.